# Kraina lodu
Kraina lodu (ang. Frozen) – amerykański film animowany z 2013, wyprodukowany przez Walt Disney Animation Studios i Walt Disney Pictures, w reżyserii Chrisa Bucka oraz Jennifer Lee, inspirowany baśnią Królowa Śniegu Hansa Christiana Andersena.
Na całym świecie film zarobił ponad 1,2 mld dolarów ze sprzedaży biletów, co czyni go najbardziej dochodowym filmem 2013. Nagrodzony został dwoma Oscarami: za najlepszy długometrażowy film animowany oraz za najlepszą piosenkę („Let It Go”, znana w Polsce jako „Mam tę moc”).
Na podstawie filmu powstały krótkometrażówki: Gorączka lodu (ang. Frozen Fever), wydana 13 marca 2015, wyświetlona przed filmem Kopciuszek i Kraina lodu. Przygoda Olafa (ang. Olaf's Frozen Adventure) wydana na w USA 22 listopada, a w Polsce 24 listopada 2017, wyświetlona przed filmem animowanym Coco.
22 listopada 2019 miała miejsce premiera pełnometrażowego sequela Kraina lodu II.

## Fabuła
We wczesnym XIX-wieku, 8-letnia Elsa jest starszą córką króla i królowej skandynawskiego państwa Arendelle, posiadającą moc tworzenia lodu i śniegu. Podczas zabawy z młodszą siostrą, 5-letnią Anną, przypadkowo trafia ją zaklęciem w głowę i ta traci przytomność. Anna zostaje zawieziona do Króla Trolli, który ratuje jej życie i usuwa wspomnienia dotyczące magicznej mocy Elsy. Rodzice postanawiają odizolować Elsę od świata zewnętrznego, dopóki nie nauczy się kontrolować swoich mocy. Otrzymuje również rękawiczki, by nie zamrażała wszystkiego poprzez dotyk.
Lata mijają, a siostry tracą kontakt. W wieku nastoletnim tracą rodziców, którzy giną podczas sztormu. Po kolejnych trzech latach, z okazji koronowania 21-letniej Elsy na nową królową, zostają otwarte bramy zamku i odbywa się bal. Na nim Anna poznaje zagranicznego księcia Hansa i zgadza się na jego ślubną propozycję. Błogosławieństwa odmawia Elsa, co doprowadza do kłótni między siostrami. Pod wpływem emocji Anna zdejmuje rękawiczkę Elsy, przez co następuje ujawnienie się jej mocy. Przerażeni goście uważają Elsę za wiedźmę, a ta, w obawie przed skrzywdzeniem innych, postanawia uciec z miasta i udaje się w góry.  Tam wznosi dla siebie lodowy pałac, przywraca do życia bałwana o imieniu Olaf, którego ulepiły z Anną jako dzieci. Elsa nie wie, że przez uwolnienie swojej mocy sprowadziła na królestwo Arendelle wieczną zimę. Anna postanawia odnaleźć siostrę i przywrócić lato. W trakcie wyprawy w kierunku gór spotyka Kristoffa oraz jego towarzysza, renifera Svena. Wspólnie wyruszają na Lodowy Wierch, gdzie zamieszkała Elsa. W dotarciu do celu pomaga im napotkany bałwan Olaf.
Przy spotkaniu sióstr Elsa przyznaje, że nie wie, jak przywrócić lato i nie wróci do królestwa, po czym każe Annie odejść. W przypływie emocji Elsa ponownie traci kontrolę nad swoją mocą i trafia zaklęciem w serce siostry, a jednocześnie wyczarowuje olbrzymiego śnieżnego potwora, który ma wyrzucić gości. W drodze powrotnej Anna zaczyna czuć się coraz gorzej, a pasemka jej włosów zaczynają zmieniać kolor na biały. Kristoff postanawia poszukać pomocy u swoich przyjaciół, trolli, jednak Król Trolli nie jest w stanie pomóc. Annę może uratować jedynie pocałunek prawdziwej miłości. Kristoff zabiera Annę do księcia Hansa, by ten zdjął zaklęcie.
W tym czasie Hans wraz z wojskami atakuje pałac Elsy. Królowa traci przytomność i zostaje pojmana. Hans żąda od niej zdjęcia zaklęcia wiecznej zimy. Okazuje się to niemożliwe, więc Hans postanawia zabić Elsę. Tymczasem Anna dociera do Arendelle, gdzie dowiaduje się, że Hans jej nie kochał, a wyznaniem miłości chciał ułatwić sobie objęcie tronu Arendelle. Więzi chorą Annę w komnacie i oznajmia poddanym jej śmierć. Na pomoc Annie przybywa Olaf, który ją uwalnia, oraz zakochany w dziewczynie Kristoff. W tym samym czasie Hans przekonuje Elsę o jej winie wobec śmierci siostry. Zrozpaczona królowa z powodu utraty sił o mało nie ginie, lecz na jej ratunek przybywa Anna, która sama jednak zamienia się w lodowy posąg. Elsa pełna żalu obejmuje Annę, a magia jej miłości pozwala na odczarowanie młodszej siostry i przywrócenie lata w Arendelle.
Siostry godzą się, a Hans zostaje zesłany do swojej ojczyzny, by tam zostać ukaranym przez swoich dwunastu starszych braci. Bałwan Olaf otrzymuje własną śniegową chmurę, by nie roztopił się w lecie, renifer Sven staje się oficjalnym „królewskim dostawcą lodu”, a Kristoff zdobywa serce ukochanej Anny.

## Obsada głosowa
| Postać                     | Oryginalny głos     | Polski głos       |
| -------------------------- | ------------------- | ----------------- |
| Anna (dialogi)             | Kristen Bell        | Anna Cieślak      |
| Anna (śpiew)               | Kristen Bell        | Magdalena Wasylik |
| Elsa (dialogi)             | Idina Menzel        | Lidia Sadowa      |
| Elsa (śpiew)               | Idina Menzel        | Katarzyna Łaska   |
| Kristoff                   | Jonathan Groff      | Paweł Ciołkosz    |
| Olaf                       | Josh Gad            | Czesław Mozil     |
| Hans                       | Santino Fontana     | Grzegorz Kwiecień |
| Hans (śpiew)               | Santino Fontana     | Marcin Jajkiewicz |
| arcyksiążę von Szwądękaunt | Alan Tudyk          | Krzysztof Dracz   |
| król                       | Maurice LaMarche    | Miłogost Reczek   |
| królowa                    | Jennifer Lee        | Olga Bończyk      |
| Oaken                      | Chris Williams      | Jacek Król        |
| Bazaltar, król Trolli      | Ciarán Hinds        | Janusz R. Nowicki |
| Kai                        | Stephen J. Anderson | Stefan Knothe     |
| Gerda                      | Edie McClurg        | Antonina Girycz   |
| mała Anna (dialogi)        | Livvy Stubenrauch   | Sara Lewandowska  |
| mała Anna (śpiew)          | Katie Lopez         | Paula Kinaszewska |
| mała Elsa                  | Eva Bella           | Julia Siechowicz  |
| nastoletnia Anna           | Agatha Lee Monn     | Olga Szomańska    |
| nastoletnia Elsa           | Spencer Lacey Ganus | Anna Wodzyńska    |
| Puszek                     | Paul Briggs         | Jakub Szydłowski  |

## Wersje językowe
Kraina lodu została przetłumaczona łącznie na 41 języków. Według Ricka Dempseya, szefa Disney Characters Voices International, dużą trudność dubbingową sprawiało podłożenie głosu, który byłby podobny w swym brzmieniu do oryginalnego, trzy-oktawowego głosu Idiny Menzel. Para Kristen Anderson-Lopez i Robert Lopez z tekstu piosenek pousuwali gry słów, by nie przeszkadzało to w przetłumaczeniu ich na inne języki. Łącznie na świecie w obsadzie brało udział ponad 900 osób na ponad 1300 sesjach nagraniowych.

## Odbiór

### Krytyka w mediach
Serwis Rotten Tomatoes przyznał filmowi ocenę 90%. Ogólna ocena użytkowników wyniosła za to 7,7/10, gdzie 206 osób uznało film za „świeży”, a 24 za „zgniły”. Na portalu Metacritic uzyskał on ocenę 74%. W opinii użytkowników średnią oceną było 7,5/10 spośród (stan na 28 sierpnia 2018) 945 ocen pozytywnych, 170 mieszanych i 144 negatywnych. W serwisie Filmweb spośród 228246 (stan na 8 lipca 2018) opinii średnia wynosi 7,6/10. W serwisie Cinemascore film uzyskał ocenę A+, czyli najlepszą. Osoby recenzujące zachwalały w filmie m.in. zabawne elementy, ciekawą fabułę, dobrą grafikę oraz przekaz filmu. Richard Corliss w tygodniku Time oraz Kyle Smith w New York Post uznali film za siódmy najlepszy z 2013. Krytyk filmowy, Alonso Duralde na stronie The Wrap napisał o filmie: „najlepszy animowany musical Disneya od czasu śmierci Howarda Ashmana [autora Małej Syrenki i Pięknej i Bestii”]”. Todd McCarthy piszący czasopismo The Hollywood Reporter opisał film, jako „energetyczny, humorystyczny, a jednocześnie niezbyt mdły oraz pierwszy hollywoodzki film od wielu lat ostrzegający przed globalnym ochłodzeniem, a nie ociepleniem”. Damian Lesicki pochwalił film za piękną grafikę, wpadające w ucho piosenki i sympatycznych bohaterów i uznał, że prawdopodobnie przypadnie on do gustu nie tylko najmłodszym widzom.

### Box office
Film jest najbardziej dochodowym filmem animowanym w historii, najbardziej dochodowym filmem z 2013 i 12. najbardziej dochodowym ze wszystkich filmów, a w szczytowym momencie na miejscu piątym. Ogólnie zdobył ponad 1,276 miliarda USD. W samych Stanach Zjednoczonych zarobił on ponad 400 milionów dolarów (31,4%), a za granicą ponad 875 milionów dolarów (68,6%). Jest to drugi film animowany po Toy Story 3, który zarobił ponad miliard dolarów.  W Polsce jego zarobki wynoszą ponad 7,35 miliona dolarów.

### Nagrody i nominacje
Film zdobył wiele nagród i nominacji. Przykładowe z nich:
| Nagroda                              | Kategoria                                                        | Zdobywca                                                          | Wynik     |
| ------------------------------------ | ---------------------------------------------------------------- | ----------------------------------------------------------------- | --------- |
| Oscary                               | Najlepszy animowany film pełnometrażowy                          | Chris Buck, Jennifer Lee, Peter Del Vecho                         | Wygrana   |
| Oscary                               | Najlepsza piosenka oryginalna                                    | Kristen Anderson-Lopez, Robert Lopez za piosenkę „Let It Go”      | Wygrana   |
| Złote Globy                          | Najlepsza piosenka                                               | Kristen Anderson-Lopez, Robert Lopez za piosenkę „Let It Go”      | Nominacja |
| Złote Globy                          | Najlepszy film animowany                                         | Kraina lodu                                                       | Wygrana   |
| BAFTA                                | Najlepszy film animowany                                         | Chris Buck, Jennifer Lee                                          | Wygrana   |
| Annie                                | Najlepszy pełnometrażowy film animowany                          | Kraina lodu                                                       | Wygrana   |
| Annie                                | Indywidualne osiągnięcie: najlepszy dubbing                      | Josh Gad jako Olaf                                                | Wygrana   |
| Annie                                | Indywidualne osiągnięcie: najlepsza muzyka                       | Kristen Anderson-Lopez, Robert Lopez                              | Wygrana   |
| Annie                                | Indywidualne osiągnięcie: reżyseria animowanej produkcji kinowej | Chris Buck, Jennifer Lee                                          | Wygrana   |
| Annie                                | Indywidualne osiągnięcie: najlepsza scenografia                  | David Womersley, Michael Glaimo, Lisa Kenee                       | Wygrana   |
| Annie                                | Indywidualne osiągnięcie: najlepsza animacja postaci             | Tony Smeed                                                        | Nominacja |
| Annie                                | Indywidualne osiągnięcie: najlepsza konstrukcja postaci          | Bill Schwab                                                       | Nominacja |
| Annie                                | Indywidualne osiągnięcie: najlepszy montaż                       | Jeff Draheim                                                      | Nominacja |
| Annie                                | Indywidualne osiągnięcie: najlepszy scenariusz                   | Jennifer Lee                                                      | Nominacja |
| Annie                                | Indywidualne osiągnięcie: najlepszy scenorys                     | John Ripa                                                         | Nominacja |
| Nagroda Satelita                     | Najlepszy film animowany lub łączący w sobie różne media         | Kraina lodu                                                       | Nominacja |
| Nagroda Satelita                     | Najlepsza piosenka                                               | „Let It Go”                                                       | Nominacja |
| Nagroda Grammy                       | Najlepsza kompilacyjna ścieżka muzyczna w formach wizualnych     | Kristen Anderson-Lopez, Robert Lopez, Tom McDougall, Chris Montan | Wygrana   |
| Nagroda Grammy                       | Najlepsza piosenka napisana specjalnie dla formy wizualnej       | Kristen Anderson-Lopez, Robert Lopez za piosenkę „Let It Go”      | Wygrana   |
| Nagroda Grammy                       | Najlepsza ilustracyjna ścieżka muzyczna w formach wizualnych     | Christophe Beck                                                   | Nominacja |
| Saturn                               | Najlepszy film animowany                                         | Kraina lodu                                                       | Wygrana   |
| Saturn                               | Najlepszy scenariusz                                             | Jennifer Lee                                                      | Nominacja |
| Nagroda Japońskiej Akademii Filmowej | Najlepszy film zagraniczny                                       | Kraina lodu                                                       | Wygrana   |
| Critics’ Choice                      | Najlepszy film animowany                                         | Kraina lodu                                                       | Wygrana   |
| Critics’ Choice                      | Najlepsza piosenka                                               | Kristen Anderson-Lopez, Robert Lopez za piosenkę „Let It Go”      | Wygrana   |
| People’s Coice                       | Ulubiony film z końca roku                                       | Kraina lodu                                                       | Nominacja |

### Kontrowersje
W marcu 2014 amerykański pastor Kevin Swanson stwierdził, że animacja promuje homoseksualizm i zoofilię. Uznał, że Elsa „jest osobą zamkniętą i nie interesuje się płcią przeciwną, co oznacza, że jest lesbijką”. Widział też wątek homoseksualny w piosence „Let It Go”. Nie spodobała mu się relacja Kristoffa ze Svenem, gdyż – jego zdaniem – ocierała się o zoofilię
Film był również kilkukrotnie oskarżany o plagiat. We wrześniu 2014 Argentynka Isabella Tanikumi zażądała od wytwórni Disneya 250 milionów dolarów (niecałe 20% zysków z filmu), gdyż twierdziła, że scenariusz został zaczerpnięty z jej autobiografii pt. Yearnings of the Heart (pol. Tęsknoty serca). Stwierdziła tak na podstawie 18 zbieżności, które – jej zdaniem – wskazywały na plagiat. Z oskarżeniami o kopiowanie spotkali się także autorzy piosenki „Let It Go” (Mam tę moc); 23 listopada 2017 chilijski piosenkarz Jaime Ciero pozwał Demi Lovato, Idinę Menzel, Walt Disney Animation Studios oraz inne osoby zaangażowane w piosenkę, gdyż uważał, że utwór jest plagiatem jego piosenki „Volar” z 2008. W maju 2018 pozew został jednak unieważniony przez sąd federalny w Kalifornii ze względu na fakt, że Ciero nie złożył go w przeciągu trzech lat od powstania piosenki.
Niektórzy uważają, że  Oaken jest homoseksualistą, ponieważ w scenie z sauną macha ręką do swej rodziny składającej się z samych dzieci i jednego dorosłego mężczyzny. Jednak nie jest sprecyzowana ich relacja czy nawet pokrewieństwo między postaciami. Jennifer Lee zapytana o kwestię orientacji seksualnej Oakena stwierdziła, że "ich film należy do świata i niech głos zabiorą jego fani". Także na scenorysach rodzina Oakena zawierała dwie dorosłe kobiety.

## Dziedzictwo
W maju 2014 roku dyrektor generalny i przewodniczący The Walt Disney Company Robert Iger określił Krainę lodu jako jedną z „pięciu czołowych franczyz” Disneya. Do sierpnia 2014 roku Random House sprzedało ponad osiem milionów książek związanych z Krainą Lodu. Organizatorzy wycieczek, w tym Adventures by Disney, w odpowiedzi na rosnący popyt w 2014 roku, zwiększyli liczbę wycieczek po Norwegii.
Wiosną i latem 2014 roku Kraina lodu był namiętnie oglądana przez dzieci w Stanach Zjednoczonych i Wielkiej Brytanii, a jej piosenki zapamiętywane i śpiewane przez dzieci. Zjawisko to zostało nazwane przez „The Guardian” Frozen-mania. Fenomen dostrzegli dziennikarze i osoby prywatne, do których zaliczali się premier Wielkiej Brytanii David Cameron czy aktorzy Ben Affleck, Kevin Costner i Vince Vaughn. Kiedy Terry Gross wspomniała o tym fenomenie autorom piosenek Lopezowi i Anderson-Lopez w wywiadzie dla NPR w kwietniu 2014 roku, powiedzieli, że nie spodziewali się, jak popularna stanie się ich praca nad Krainą lodu, przyznając że „po prostu próbowali opowiedzieć historię, która rezonuje” i „żeby nie ssała”.
4 września 2014 roku w Amway Center w Orlando odbyła się światowa premiera objazdowego pokazu jazdy na łyżwach na podstawie filmu w ramach programu Disney on Ice firmy Feld Entertainment. W lipcu 2014 roku Disney Parks zorganizował Frozen Summer Fun w parku rozrywki Disney’s Hollywood Studios. Z kolei września tego samego roku ogłosił, że kolejka typu dark ride Maelstrom w norweskim pawilonie Epcot zostanie zamknięta i zastąpiona kolejką opartą na Krainie lodu, która została otwarta na początku 2016 roku jako Frozen Ever After. Wersje tej kolejki pojawiły w Hong Kong Disneyland i pod nazwą „Anna and Elsa’s Frozen Journey” w Tokyo DisneySea oraz zapowiedziano jej obecność w Disney Adventure World w 2025 roku. W listopadzie 2023 roku Hong Kong Disneyland pojawiła się stalowa kolejka górska Wandering Oaken’s Sliding Sleighs. W tym samym czasie powstała inspirowana filmem i jego kontynuacją Krainą Lodu II (2019) strefa „World of Frozen” w Hong Kong Disneyland z okazji 10-lecia parku oraz obchodów stulecia The Walt Disney Company „Disney 100 Years of Wonder”. Strefa o tym samej nazwie została zapowiedziana na rok 2025 w Disney Adventure World. W 2024 roku w Tokyo DisneySea powstała strefa „Fantasy Spring” inspirowana Krainą Lodu, Piotrusiem Panem (1953) i Zaplątanymi (2010).
Muzyczny spektakl Frozen – Live at the Hyperion został otwarty 27 maja 2016 roku w Hyperion Theatre w Disney California Adventure Park, zastępując Disney’s Aladin: A Musical Spectacular. 
Showrunnerzy serialu telewizji Dawno, dawno temu (2011–2018) produkcji ABC Studios uzyskali zgodę i autoryzację od ABC i Disneya na inspirowany Krainą lodu crossover w czwartym sezonie serialu, który był emitowany od września do grudnia 2014 roku. 2 września tego samego roku ABC wyemitowało The Story of Frozen: Making a Disney Animated Classic, godzinny program specjalny o tworzeniu filmu.
Postacie z filmu pojawiły się w filmie krótkometrażowym Było sobie studio (2023) świętującym stulecie The Walt Disney Company. Role Anny, Elsy, Kristoffa, Olafa i Hansa powtórzyli odpowiednio Kristen Bell, Idina Menzel, Jonathan Groff, Josh Gad i Santino Fontana.